# Östliche Karwendelspitze
De Östliche Karwendelspitze is een 2537 meter hoge bergtop in het Karwendelgebergte op de grens tussen de Duitse deelstaat Beieren en de Oostenrijkse deelstaat Tirol.
De top is bereikbaar vanaf het Karwendelhaus op 1765 meter hoogte, maar de bergtocht naar de top vereist enige klimervaring. Het Karwendelhaus is op zijn beurt te bereiken vanuit Scharnitz of vanuit Hinterriß over de Kleine Ahornboden. Vanwege de lange dalwandeling naar het Karwendelhaus, die gemiddeld 10½ uur in beslag neemt, is voor het beklimmen van de top normaal gesproken twee dagen nodig.
De klim naar de top loopt over een rotsklippenrug ten oosten van de Vogelkar, de afdaling loopt langs de Grabenkar.